# 科爾雷恩區
科爾雷恩區 （Coleraine Borough Council ；愛爾蘭語：Comhairle Baile Chúil Raithin）是北愛爾蘭的一個區，位於北愛北部班恩河河口。面積486平方公里，2006年人口 56,700人。區行政中心為科爾雷恩。